# 밀양 양씨
밀양 양씨(密陽 楊氏)는 경상남도 밀양시를 본관으로 하는 한국의 성씨이다.

## 역사
밀양 양씨(密陽 楊氏) 시조인 양근(楊根)은 청주 양씨(淸州 楊氏)의 시조인 양기(楊起)의 다섯째 아들이며, 고려말에 밀성군(密城君)에 봉해졌다고 한다.

## 인물
- 양정빈
- 양흥준
- 양진관
- 양병수

## 집성촌
- 경상남도 창녕군 유어면

## 인구
- 2015년 밀양 양씨 33.536명